# Rio Salinas (Brasil)
O rio Salinas é um curso de água do estado de Minas Gerais, Brasil. Nasce no município de Taiobeiras e deságua no rio Tabocas, sendo um tributário da margem esquerda do rio Jequitinhonha. Banha também o município de Salinas.